# سلکیرک (کانزاس)
سلکیرک (به انگلیسی: Selkirk) یک منطقهٔ مسکونی در ایالات متحده آمریکا است که در کانزاس واقع شده‌است.